# Phoradendron inaequidentatum
Phoradendron inaequidentatum är en sandelträdsväxtart som beskrevs av Henry Hurd Rusby. Phoradendron inaequidentatum ingår i släktet Phoradendron och familjen sandelträdsväxter. Inga underarter finns listade i Catalogue of Life.